# Albi di Dylan Dog (1988)
Albi del fumetto Dylan Dog pubblicati nel 1988.
| Nr. | Titolo                  | Mese di pubblicazione | Soggetto                            | Sceneggiatura       | Disegni                               | Copertina     |
| --- | ----------------------- | --------------------- | ----------------------------------- | ------------------- | ------------------------------------- | ------------- |
| 16  | Il castello della paura | gennaio               | Tiziano Sclavi                      | Tiziano Sclavi      | Giuseppe Montanari & Ernesto Grassani | Claudio Villa |
| 17  | La Dama in Nero         | febbraio              | Tiziano Sclavi                      | Tiziano Sclavi      | Giuseppe Montanari & Ernesto Grassani | Claudio Villa |
| 18  | Cagliostro!             | marzo                 | Tiziano Sclavi                      | Tiziano Sclavi      | Luigi Piccatto                        | Claudio Villa |
| 19  | Memorie dall'invisibile | aprile                | Tiziano Sclavi                      | Tiziano Sclavi      | Giampiero Casertano                   | Claudio Villa |
| 20  | Dal profondo            | maggio                | Tiziano Sclavi & Alfredo Castelli   | Alfredo Castelli    | Corrado Roi                           | Claudio Villa |
| 21  | Giorno maledetto        | giugno                | Tiziano Sclavi & Marcello Toninelli | Marcello Toninelli  | Giuseppe Montanari & Ernesto Grassani | Claudio Villa |
| 22  | Il tunnel dell'orrore   | luglio                | Tiziano Sclavi                      | Tiziano Sclavi      | Giuseppe Montanari & Ernesto Grassani | Claudio Villa |
| 23  | L'isola misteriosa      | agosto                | Tiziano Sclavi                      | Tiziano Sclavi      | Carlo Ambrosini                       | Claudio Villa |
| 24  | I conigli rosa uccidono | settembre             | Luigi Mignacco                      | Luigi Mignacco      | Luigi Piccatto & Cesare Valeri        | Claudio Villa |
| 25  | Morgana                 | ottobre               | Tiziano Sclavi                      | Tiziano Sclavi      | Angelo Stano                          | Claudio Villa |
| 26  | Dopo mezzanotte         | novembre              | Tiziano Sclavi                      | Tiziano Sclavi      | Giampiero Casertano                   | Claudio Villa |
| 27  | Ti ho visto morire      | dicembre              | Giuseppe Ferrandino                 | Giuseppe Ferrandino | Corrado Roi                           | Claudio Villa |

## Il castello della paura/La Dama in Nero
Il facoltoso e avido Lord Blendings III viene trovato morto dai suoi tre domestici (il maggiordomo Desmond, la governante Mildred e la cameriera Amabel) in circostanze molto anomale: seduto nella sua camera chiusa a chiave dall'interno, con la testa totalmente scarnificata. Nel suo testamento Blendings dispone che i suoi quattro nipoti (la giovane Petulia, il distinto Logan, l'enigmatica Honor e il folle Peter) passino sette giorni nel suo castello di campagna per poter ereditare la sua fortuna. Il castello però, secondo le voci paesane, è infestato dal fastasma della Dama in nero, la sfortunata Viviana, moglie di Lord Blendings I, uccisa dal marito per via di un tradimento. Petulia, spaventata dall'atmosfera lugubre del castello, ingaggia Dylan Dog per accompagnarla durante la settimana. Ben presto però gli ospiti si trovano a fare i conti con lo spettro di Viviana, che si manifesta ripetutamente e li uccide uno a uno. Non credendo alla teoria del fantasma della Dama in nero, Dylan arriva a scoprire la verità.
- Prima storia della serie a non essere autoconclusiva ma suddivisa in due albi; più volte ripubblicata in volume da libreria[2][3].

## Cagliostro!
Un compenso di cinquemila dollari attira Dylan ad accettare un caso a New York, dove conosce la bella strega Kim con il suo gatto Cagliostro, dal potere misterioso. Una storia ricca di personaggi e sorprese.
- È presente una ricca serie di citazioni, dal mostro Cthulhu, creato da Howard Phillips Lovecraft, ad Arsenico e vecchi merletti, film di Frank Capra. Con un cameo di Martin Mystère.

## Memorie dall'invisibile
Un serial killer terrorizza le notti di Londra, uccidendo orribilmente alcune prostitute. Si fa strada l'ipotesi che quest'uomo invisibile, mai notato da nessuno sia un emulatore di Jack lo Squartatore. Dylan Dog viene ingaggiato da una collega delle vittime, la bella e spregiudicata Bree Daniels, di origini americane. Intanto il giornalista Coldwater si accanisce su Dylan e Bloch. L'indagatore dell'incubo finirà per innamorarsi perdutamente di Bree (che storpia il suo nome in "Dailan") e le proporrà addirittura di sposarlo, ma la donna non vorrà rinunciare alla sua vita e rifiuterà. L'albo, da molti ritenuto il meglio riuscito della serie, riassume, tramite alcune battute e vicende sull'uomo invisibile, tutta la poetica di Sclavi.
- Sono presenti nell'albo tre riferimenti a tre grandi artisti del Novecento: il primo è un omaggio a Fabrizio De André, quando la vecchia nana Tabitha Madame dice a Dylan Dog che gli uomini hanno il complesso di essere piccoli "Non conoscendo affatto la statura di Dio", citando le ultime parole della canzone Un Giudice contenuta nell'album Non al denaro non all'amore né al cielo; il secondo è un omaggio al pittore statunitense Edward Hopper e al suo quadro I nottambuli (Nighthawks); il terzo è infine un omaggio a Charlie Chaplin e al suo Monsieur Verdoux: quando l'Uomo Invisibile Hiram Bailey decide di costituirsi alla polizia, viene poi processato e inizia a fare il monologo che fa lo stesso Chaplin nella scena del processo a Monsieur Verdoux.

## Dal profondo
Un mostro senza forma risale dagli abissi della Terra risvegliato da una rabbia primitiva. Toccherà a Dylan Dog fermare la scia di sangue portata dall'essere.
- Ci sono vari riferimenti al film Psyco (1960) di Alfred Hitchcock.

## Giorno maledetto
Il rombo di una moto, con in sella un motociclista bardato, precede una serie di efferati omicidi, tutti commessi nell'arco di poche ore. La ricca donna d'affari Hazel Dove è perseguitata da inquietanti premonizioni ed è consapevole di essere bersaglio di un'orrenda vendetta, tanto da chiedere l'aiuto di Dylan Dog.

## Il tunnel dell'orrore
Clint Callaghan rapisce una ragazza e la rinchiude nel tunnel dell'orrore di un luna park... Una forza misteriosa lo spingerà a uccidere... Dylan Dog dovrà indagare sul passato del ragazzo per risolvere il caso.
- In quest'albo appare di nuovo il professor Hicks, il medico ossessionato dalla perfezione organica incontrato nel numero 14 Tra La Vita E La Morte.

## L'isola misteriosa
Accerchiata dall'oceano, c'è una misteriosa isola dove abitano misteriose creature, mezze uomo e mezze animale. Tra di loro c'è anche il dottor Lancaster e i suoi inquietanti esperimenti. Per capire cosa succeda sull'isola, Dylan Dog dovrà contemplare il cielo... forse, in antichità, una stella è caduta... sull'Isola di Egg.
- L'albo ha degli omaggi a capolavori di fantascienza tra cui L'isola del dottor Moreau di Herbert George Wells e Fiori per Algernon di Daniel Keyes.

## I conigli rosa uccidono
Un assassino comincia ad uccidere lo staff di una casa di produzione cinematografica. La cosa strana è che per uccidere usa dei metodi alquanto strani: uno schiacciasassi, un'incudine lanciata da una finestra, della dinamite. Dalle indagini di Dylan Dog sembra che l'assassino non sia altro che il protagonista di un cartone animato: Pink Rabbit.
- Si tratta del primo albo non firmato dal creatore Tiziano Sclavi.
- Pink Rabbit ricomparirà negli albi 48, 103 (in un piccolo cameo) e 107 della serie regolare, nell'Almanacco della Paura 2009 e nel Color Fest 25.

## Morgana
In un mondo forse in rovina e assediato da zombi o forse no, tra sogno e incubo, tra realtà e fantasia, si aggira Morgana, alla ricerca di Dylan Dog... Per Dylan, che per risolvere la questione dovrà ritornare con lei al villaggio scozzese di Undead, dove si era conclusa la vicenda principale del primo albo, L'alba dei morti viventi, sarà una storia intrisa di amore e pazzia, di fascino e morte.
- Su suggerimento di Tiziano Sclavi, il disegnatore Angelo Stano raffigura se stesso nel fumettista signor Reed[4][5][6].

## Dopo mezzanotte
Dylan Dog dimentica le chiavi di casa ed è costretto a passare la notte fuori. Ma una volta scattata la mezzanotte, per Dylan inizia un incubo infinito. Tra assassini e malinconici, per Dylan sarà lunga l'attesa del giorno.
- L'idea del racconto è probabilmente basata sul film Fuori orario del regista Martin Scorsese, da cui si possono notare molte somiglianze e citazioni.

## Ti ho visto morire
Arnold Ascott si risveglia dopo ben otto anni di coma, ma non normalmente...; ora lui ha delle visioni su ciò che accadrà in futuro. Tutti i predestinati muoiono, proprio come aveva visto Arnold. Semplici coincidenze? Per Dylan inizia una corsa contro il tempo, perché Arnold, nella sua ultima visione, ha visto la morte dell'indagatore.
- Lo Speciale n.27 di Dylan Dog intitolato La Bomba! (2013) inizia con le vignette presenti alla fine dell'albo.